# Manihot mcvaughii
Manihot mcvaughii är en törelväxtart som beskrevs av Victor W. Steinmann. Manihot mcvaughii ingår i släktet Manihot och familjen törelväxter. Inga underarter finns listade i Catalogue of Life.